# Czarna Góra (Leśniewo)
Czarna Góra (kasz. Czôrnô Góra) – osada wsi Leśniewo w Polsce, położona w woj. pomorskim, w powiecie puckim, w gminie Puck, w Puszczy Darżlubskiej. Wchodzi w skład sołectwa Leśniewo.
W latach 1975–1998 osada administracyjnie należała do województwa gdańskiego.